# ロナルド・ローソン
ロナルド・ローソン（Ronald Rawson Rawson、1892年6月17日 - 1952年5月30日）は、イギリスのヘビー級のボクシング選手であり、1920年の1920年アントワープオリンピックのボクシング競技で金メダルを獲得した。戦功十字章受章者。

## アマチュアでのキャリア
ローソンはアマチュアボクシング協会のイングランドヘビー級タイトルを1920年から1921年まで保持した。また、1920年にアントワープオリンピックで、決勝でデンマークのセーレン・ピーターセンを破ってヘビー級の金メダルを獲得した（この階級は、1920年から1936年まで、79.38kg（175ポンド）以上で行われていた）。
彼はアマチュアでのみ試合を行ったが、ロイヤルパビリオンで行われたチャリティイベントで、プロボクサーのジャック・ブルームフィールドとエキシビションを行い、3ラウンドでノックアウト勝ちを収めた。

## オリンピックでの結果
- 1回戦 不戦勝
- 2回戦 サミュエル・スチュアート（アメリカ）
- 準決勝 サヴィエ・エリューレ（フランス）
- 決勝 セーレン・ピーターセン（デンマーク）